# Robo-assessor
Els Robo-assessors o robo-consellers són assessors financers que proporcionen assessorament financer i gestió d'inversions en línia amb una intervenció humana de moderada a mínima. A través d'algorismes, construeixen un portfolio específic per a cada client i re-balancegen les seues inversions segons el context del mercat, els límits de risc previstos per l'inversor, etc. La interacció humana és mínima o inexistent. El programari utilitza els seus algorismes per assignar, gestionar i optimitzar automàticament els actius dels clients per a inversions a curt o llarg termini.

## Metodologia
Les eines que utilitzen per gestionar les carteres de clients difereixen poc del programari de gestió de carteres que ja s'utilitza àmpliament en la professió.
Les carteres que ofereixen els robo-assessors solen ser fons negociats en borsa, però algunes ofereixen carteres d' accions individuals. Normalment utilitzen la teoria de la cartera moderna, que minimitza el risc d'un rendiment esperat determinat.